# 大理石屋

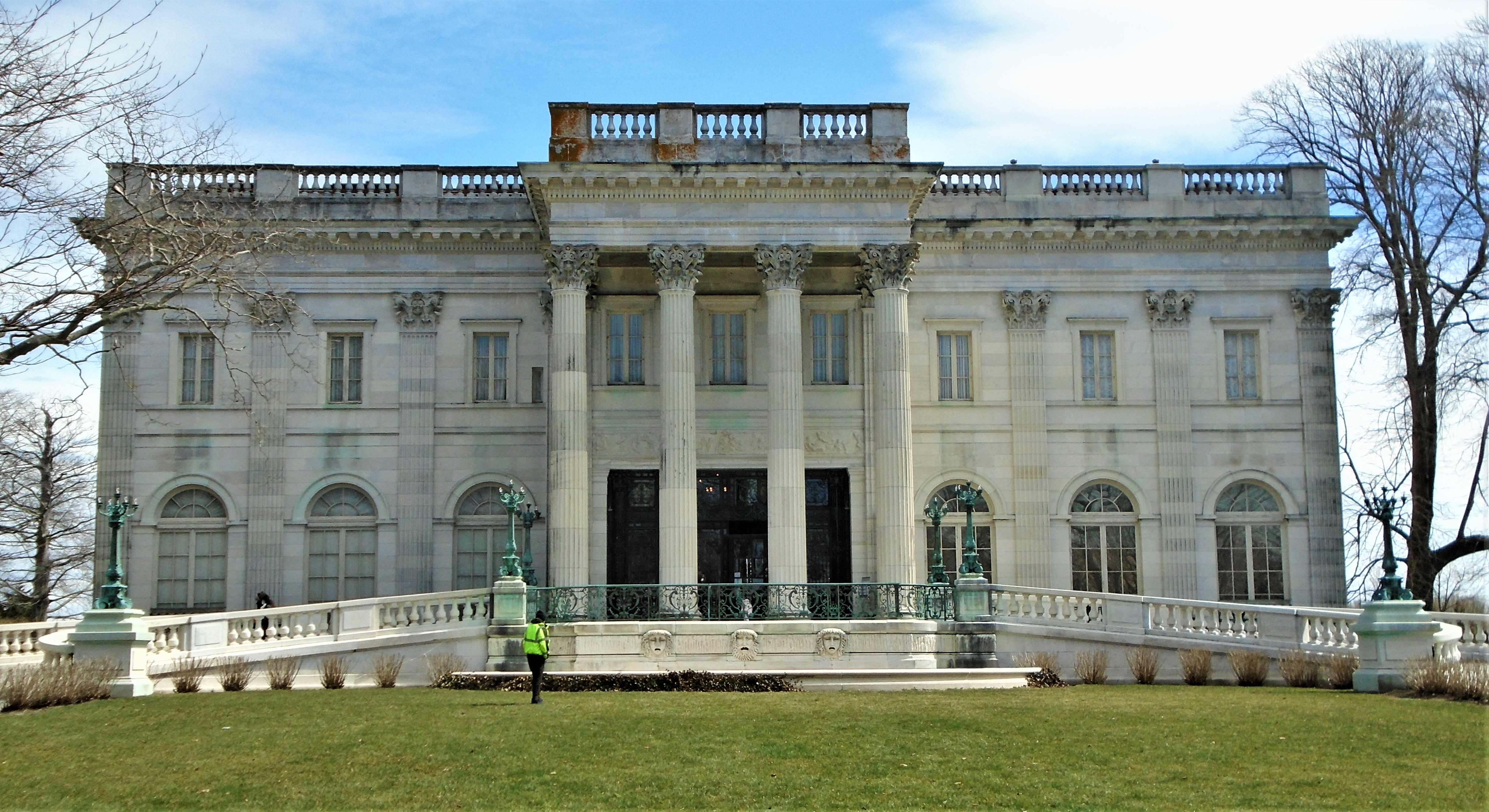

大理石屋（英語：Marble House）是美國鍍金時代莊園之一，位於羅德島州新港。這座建築是奧爾瓦·貝爾蒙特和威廉·基薩姆·范德比爾特的住宅，由建築家理察·莫里斯·亨特設計，在1892年竣工。這座建築是美國的國家史蹟名錄和美國國家歷史名勝。